# Dappermarkt

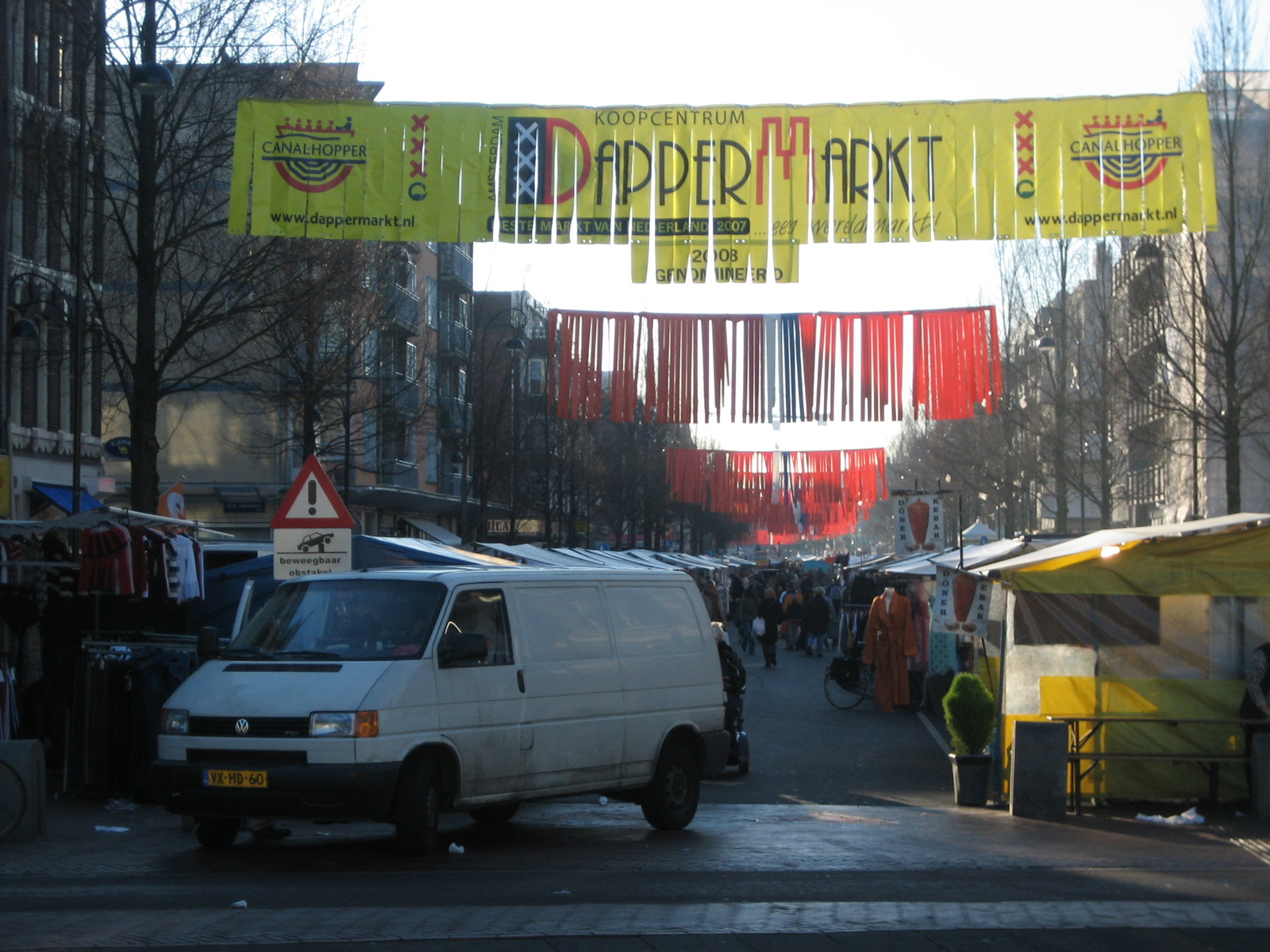
Dappermarkt von der Mauritskade aus gesehen

Der Dappermarkt in Amsterdam-Oost (Provinz Nordholland) ist neben dem
Albert-Cuyp-Markt einer der größten und meistbesuchten Tagesmärkte in Amsterdam.

## Geschichte
Den Namen erhielt der Markt von dem niederländischen Historiker Olfert Dappert (1636–1689), der im 17. Jahrhundert eine fünfteilige Beschreibung über Amsterdam veröffentlichte („Historische Beschrijving der Stadt Amsterdam“). 1910 wurde die „Dapperstraat“ (Dapperstraße) zugleich mit der Albert Cuyp-Straat, der Ten Katestraat (mit dem heutigen
Ten Katemarkt) und der Lindengracht von der Gemeinde Amsterdam offiziell als Einkaufsstraße („ventstraat“) angewiesen. Die ersten Wohnungen in der „Dapperbuurt“ (Dapperviertel) entstanden Anfang des 20. Jahrhunderts für Beamte, Selbstständige und Arbeiter mit höherem Einkommen.
Der Dappermarkt mit internationalem Warenangebot ist circa 600 Meter Lang, mit rund 250 Verkaufsständen und multikulturellem Charakter, geöffnet von Montag bis Samstag. In den Jahren 2006 und 2007 erhielt der Markt die Auszeichnung „Bester Markt der Niederlande“.
Im Internationalen Reiseführer National Geographic stand in der Ausgabe November/Dezember 2007 der Dappermarkt auf Platz acht in der „Top 10“ der internationalen Einkaufsstraßen. Rund des Dappermarktes befinden sich mehr als 120 verschiedene Geschäfte die das „Einkaufszentrum Dapperviertel“ (koopcentrum Dapperbuurt) bilden.

### Kultur
In der Eerste van Swindenstraat (Dapperbuurt) befindet sich in einem ehemaligen Schulgebäude ein multikultureller Treffpunkt mit preisgünstiger Essgelegenheit im Café-Restaurant „De Ponteneur“. Außerdem eine Grundschule, Kinderspielplätze, die Reinwardtacademie, die Muiderkerk (Muiderkirche) sowie das Muiderpoorttheater und ein „Cultureel Centrum“ (Kulturelles Zentrum) und ganz in der Nähe der Oosterpark.

## Archiv
- Im Archiv des IISG (Amsterdam). Das Archiv (Documentatie Dapperbuurt) gehört zur Collectie Sociale Documentatie (CSDVRZ064), mit Dokumenten, Korrespondenz, Zeitschriftenartikel u. a. m. (niederländisch)

## Weiterführende Literatur
- Dappermarkt. Parel von Amsterdam. Uitgever: Boomerang, Amsterdam 2005, ISBN 978-90-808967-4-1.
- Ton Heijdra, Max Popma: Stomweg gelukkig in Amsterdam-Oost. De geschiedenis van Dapperbuurt, Oosterparkbuurt, Weesperzijdestrook en Transvaalbuurt. Uitgeverij René de Milliano, Alkmaar 1996, ISBN 90-72810-16-3.